# Ben Vehava
Ben Vehava (in ebraico בן והבה‎?; 27 marzo 1992) è un calciatore israeliano, difensore dell'Ironi Tiberias.

## Carriera

### Club
Vehava ha giocato con la maglia dell'Ironi Kiryat Shmona, prima di essere acquistato dallo Hapoel Be'er Sheva.

### Nazionale
Vehava è stato convocato nella Nazionale israeliana Under-21 dal commissario tecnico Guy Luzon, in vista del campionato europeo di categoria 2013.